# Just a Closer Walk with Thee
| Recensione | Giudizio |
| ---------- | -------- |
| AllMusic   |          |

Just a Closer Walk with Thee è un album di canzoni tradizionali spiritual della cantante statunitense Patti Page, pubblicato dalla casa discografica Mercury Records nell'aprile del 1960.

## Tracce

### LP
Lato A
1. Swing Low, Sweet Chariot – 3:15 (Tradizionale; adattamento di Malcolm Dodds) – Registrato il 13 novembre 1959 al "Fine Recording Studios" di New York
2. Steal Away – 3:15 (Tradizionale; adattamento di Malcolm Dodds) – Registrato il 13 novembre 1959 al "Fine Recording Studios" di New York
3. Little David – 2:20 (Tradizionale; adattamento di Malcolm Dodds) – Registrato il 28 gennaio 1960 al "Fine Recording Studios" di New York
4. Nobody Knows – 3:10 (Tradizionale; adattamento di Malcolm Dodds) – Registrato il 13 novembre 1959 al "Fine Recording Studios" di New York
5. I Couldn't Hear Nobody Pray – 2:55 (Tradizionale; adattamento di Malcolm Dodds) – Registrato il 16 novembre 1959 al "Fine Recording Studios" di New York
6. Motherless Child – 2:48 (Tradizionale; adattamento di Malcolm Dodds) – Registrato il 13 novembre 1959 al "Fine Recording Studios" di New York

Lato B
1. Just a Closer Walk with Thee – 3:30 (Tradizionale; adattamento di Malcolm Dodds) – Registrato il 16 novembre 1959 al "Fine Recording Studios" di New York
2. My Lord What a Mornin' – 2:30 (H. T. Burleigh; adattamento di Malcolm Dodds) – Registrato il 28 gennaio 1960 al "Fine Recording Studios" di New York
3. Great Getting Up Mornin' – 3:25 (Tradizionale; adattamento di Malcolm Dodds) – Registrato il 28 gennaio 1960 al "Fine Recording Studios" di New York
4. Were You There – 3:23 (Tradizionale; adattamento di Malcolm Dodds) – Registrato il 16 novembre 1959 al "Fine Recording Studios" di New York
5. Break Bread – 3:25 (Tradizionale; adattamento di Malcolm Dodds) – Registrato il 16 novembre 1959 al "Fine Recording Studios" di New York
6. Me! Oh Lord – 2:10 (Tradizionale; adattamento di Malcolm Dodds) – Registrato il 13 novembre 1959 al "Fine Recording Studios" di New York

## Musicisti
- Patti Page – voce
- Malcolm Dodds – arrangiamenti, direzione orchestra
- Componenti dell'orchestra non accreditati
- Registrazioni effettuate al "Fine Recording Studios" di New York City, New York (Stati Uniti)
- Bob Fine – ingegnere delle registrazioni
- Clyde Otis – note retrocopertina album originale [4]